# Введенский собор (Нежин)
Введенский собор — православный храм и памятник архитектуры национального значения в Нежине.

## История
Постановлением Совета Министров УССР от 24.08.1963 № 970 «Про упорядочение дела учёта и охраны памятников архитектуры на территории Украинской ССР» («Про впорядкування справи обліку та охорони пам’ятників архітектури на території Української РСР») присвоен статус памятник архитектуры республиканского значения с охранным № 824 Введенский собор (Введенский собор Введенского женского монастыря). Установлена информационная доска.
Комплекс Введенского монастыря № 81-Чг также включает Ильинскую церковь № 10046-Чр и гостиницу № 10047-Чр — согласно Приказу Министерства культуры и туризма от 21.12.2012 № 1566, колокольню № 81-Чг/2 и кельи № 81-Чг/3 — согласно Распоряжению Черниговской областной государственной администрации от 13.02.1998 № 69.

## Описание
Собор построен в 1775 году (по другим данным 1778 год) в предместье Нежина Авдеевке. Собор возведён в стиле украинского барокко на месте старого деревянного храма, который сгорел в 1756 году. Собор является центральным сооружением Введенского монастыря. 
Каменный, пятидольный (пятисрубный), крестообразный храм с прямоугольными северным и южным рукавами и двумя экседрами (ниши полуциркульные в плане) с запада и востока. Увенчан грушеобразным куполом на восьмерике. В интерьере сохранились остатки росписи.
В 1927 году собор и монастырь были закрыты, помещения использовались как артиллерийский склад. В 1998 году монастырь был передан религиозной общине и возобновил деятельность. Собор был отреставрирован, возобновилось богослужение.